# Arcimbaldo IX di Borbone

Stemma dei conti di Nevers

Arcimbaldo di Borbone-Dampierre (1215 circa – Cipro, 15 gennaio 1249) fu signore di Borbone (Arcimbaldo IX), oltre che erede delle contee di Nevers, di Auxerre e Tonnerre per matrimonio.

## Origine
Arcimbaldo, sia secondo la Histoire du Bourbonnais et des Bourbons qui l'ont possédé, Volume 1, che gli Etude sur la chronologie des sires de Bourbon, Xe-XIIIe siecles, era figlio del Signore di Borbone, Arcimbaldo VIII e di Beatrice di Montluçon, figlia di Arcimbaldo signore di Montluçon e di una figlia di Dreux di Mello Signore di Saint-Bris.
Arcimbaldo VIII di Borbone, secondo la Chronica Albrici Monachi Trium Fontium, era il figlio primogenito del connestabile di Champagne, signore di Dampierre e Montluçon e signore di Borbone, Guido II e della moglie, la dama di Borbone, Matilde I, che sempre secondo la Chronica Albrici Monachi Trium Fontium, era figlia dell'erede della signoria di Borbone, Arcimbaldo di Borbone e della moglie, che, sia secondo la Histoire du Bourbonnais et des Bourbons qui l'ont possédé, Volume 1, che gli Etude sur la chronologie des sires de Bourbon, Xe-XIIIe siecles, era Alice di Borgogna.

## Biografia
Suo padre, Arcimbaldo VIII, morì il 23 agosto 1242 a Cognat, nei suoi feudi; secondo altri morì combattendo in Guienna, a Cognac.
Arcimbaldo gli succedette nella Signoria di Borbone, come Arcimbaldo IX.
che Arcimbaldo sia il nuovo signore di Borbone ci viene confermato da diversi documenti dei Titres de la maison ducale de Bourbon, datati novembre 1242, in cui viene citato come sire de Bourbon.
Altri documenti dei Titres de la maison ducale de Bourbon, dimostrano l'attività di Arcimbaldo tra il 1242 ed il 1248.
Nel 1248, Arcimbaldo aderì alla crociata del re di Francia, Luigi IX il Santo; prima di partire, Arcimbaldo fece testamento, in cui dichiarava sue eredi le figlie, Matilde e Agnese (Mahaut et Agnetem filias meas) e indicava gli esecutori testamentari, lo zio Guido di Dampierre ed il cognato (marito di sua sorella Beatrice), Béraud VII, signore di Mercoeur (dominum G. de Dampnapetra avunculum meum, et dominum Beraudum de Mercolio sororium meum), ai quali aveva affidato la figlia, Agnese, promessa in sposa a Giovanni di Borgogna; la copia del testamento e riportata nelle Preuves de l'Etude sur la chronologie des sires de Bourbon, Xe-XIIIe siecles.
In quello stesso anno, Arcimbaldo, assieme alla moglie, Iolanda di Châtillon-Nevers, partì al seguito di Luigi IX; la flotta fece tappa a Cipro dove avrebbe passato l'inverno, ma l'epidemia che colpì l'esercito, portò alla morte Arcimbaldo, che morì a Cipro il 15 gennaio 1249; la moglie Iolanda sopravvisse e rientrò in Francia col corpo del marito.
Nella  Signoria di Borbone, gli succedette la figlia primogenita, Matilde, come Matilde II, assieme al marito, Oddone di Borgogna-Nevers.

## Matrimonio e discendenza
Arcimbaldo aveva sposato, dopo il 1232, Iolanda di Châtillon-Nevers, che era figlia di Guido II di Châtillon Saint-Pol, e Agnese di Donzy, erede delle contee di Nevers, d'Auxerre e di Tonnerre; il contratto di matrimonio tra Arcimbaldo e Iolanda era stato redatto, nel 1228, da Arcimbaldo VIII di Borbone e dallo zio (fratello del padre) di Iolanda, Ugo di Châtillon, come riportato nel documento n° 128 dei Titres de la maison ducale de Bourbon. 
Arcimbaldo da Iolanda ebbe due figlie:
- Matilde (v. 1234 - 1262), sposatasi nel 1248 con Oddone di Borgogna-Nevers, che fu Signora di Borbone e contessa di Nevers, d'Auxerre e di Tonnerre[17].
- Agnese (1237 - 1288), sposatasi in prime nozze con Giovanni di Borgogna, e poi in seconde nozze con Roberto II d'Artois, che fu Signora di Borbone[20].

## Ascendenza
|                                     |                                    |                                       | Genitori                           |  |  | Nonni |  |  | Bisnonni                          |  |  | Trisnonni                     |  |
|                                     |                                    |                                       |                                    |  |  |       |  |  | Guglielmo I, signore di Dampierre |  |  | Guido I, signore di Dampierre |  |
|                                     |                                    |                                       |                                    |  |  |       |  |  | Guglielmo I, signore di Dampierre |  |  | Guido I, signore di Dampierre |  |
|                                     |                                    | Helvide di Baudémont                  |                                    |  |  |       |  |  | Guglielmo I, signore di Dampierre |  |  |                               |  |
| Guido II, signore di Dampierre      |                                    |                                       |                                    |  |  |       |  |  | Guglielmo I, signore di Dampierre |  |  |                               |  |
|                                     |                                    | Ermengarda di Moncy                   | Dreux IV, signore di Moncy         |  |  |       |  |  |                                   |  |  |                               |  |
|                                     |                                    | Ermengarda di Moncy                   | Dreux IV, signore di Moncy         |  |  |       |  |  |                                   |  |  |                               |  |
|                                     |                                    | Ermengarda di Moncy                   | Adelaide                           |  |  |       |  |  |                                   |  |  |                               |  |
| Arcimbaldo VIII, signore di Borbone |                                    | Ermengarda di Moncy                   |                                    |  |  |       |  |  |                                   |  |  |                               |  |
|                                     |                                    | Arcimbaldo di Borbone                 | Arcimbaldo VII, signore di Borbone |  |  |       |  |  |                                   |  |  |                               |  |
|                                     |                                    | Arcimbaldo di Borbone                 | Arcimbaldo VII, signore di Borbone |  |  |       |  |  |                                   |  |  |                               |  |
|                                     |                                    | Arcimbaldo di Borbone                 | Agnese di Savoia                   |  |  |       |  |  |                                   |  |  |                               |  |
| Matilde I, signora di Borbone       |                                    | Arcimbaldo di Borbone                 |                                    |  |  |       |  |  |                                   |  |  |                               |  |
|                                     |                                    | Alice di Borgogna                     | Oddone II, duca di Borgogna        |  |  |       |  |  |                                   |  |  |                               |  |
|                                     |                                    | Alice di Borgogna                     | Oddone II, duca di Borgogna        |  |  |       |  |  |                                   |  |  |                               |  |
|                                     |                                    | Alice di Borgogna                     | Maria di Blois                     |  |  |       |  |  |                                   |  |  |                               |  |
| Arcimbaldo IX, signore di Borbone   |                                    | Alice di Borgogna                     |                                    |  |  |       |  |  |                                   |  |  |                               |  |
|                                     | Guglielmo II, signore di Montluçon | Guglielmo I, signore di Montluçon     |                                    |  |  |       |  |  |                                   |  |  |                               |  |
|                                     | Guglielmo II, signore di Montluçon | Guglielmo I, signore di Montluçon     |                                    |  |  |       |  |  |                                   |  |  |                               |  |
|                                     | Guglielmo II, signore di Montluçon | …                                     |                                    |  |  |       |  |  |                                   |  |  |                               |  |
| Arcimbaldo, signore di Montluçon    | Guglielmo II, signore di Montluçon |                                       |                                    |  |  |       |  |  |                                   |  |  |                               |  |
|                                     |                                    | Beatrice                              | …                                  |  |  |       |  |  |                                   |  |  |                               |  |
|                                     |                                    | Beatrice                              | …                                  |  |  |       |  |  |                                   |  |  |                               |  |
|                                     |                                    | Beatrice                              | …                                  |  |  |       |  |  |                                   |  |  |                               |  |
| Beatrice di Montluçon               |                                    | Beatrice                              |                                    |  |  |       |  |  |                                   |  |  |                               |  |
|                                     |                                    | Dreux di Mello, signore di Saint-Bris | …                                  |  |  |       |  |  |                                   |  |  |                               |  |
|                                     |                                    | Dreux di Mello, signore di Saint-Bris | …                                  |  |  |       |  |  |                                   |  |  |                               |  |
|                                     |                                    | Dreux di Mello, signore di Saint-Bris | …                                  |  |  |       |  |  |                                   |  |  |                               |  |
| N. di Mello                         |                                    | Dreux di Mello, signore di Saint-Bris |                                    |  |  |       |  |  |                                   |  |  |                               |  |
|                                     |                                    | …                                     | …                                  |  |  |       |  |  |                                   |  |  |                               |  |
|                                     |                                    | …                                     | …                                  |  |  |       |  |  |                                   |  |  |                               |  |
|                                     |                                    | …                                     | …                                  |  |  |       |  |  |                                   |  |  |                               |  |
|                                     |                                    | …                                     |                                    |  |  |       |  |  |                                   |  |  |                               |  |

### Fonti primarie
- (LA)  Monumenta Germaniae Historica, Scriptores, tomus XXIII.
- (LA)  (FR)  Etude sur la chronologie des sires de Bourbon, Xe-XIIIe siecles.
- (LA)  (FR)  Titres de la maison ducale de Bourbon, tome premier

### Letteratura storiografica
- (FR)  #ES Histoire du Bourbonnais et des Bourbons qui l'ont possédé, Volume 1.
- (FR)  Germain R. Les sires de Bourbon et le pouvoir : de la seigneurie à la principauté //  Actes des congrès de la Société des historiens médiévistes de l'enseignement supérieur public. № 23, 1992, pp. 195–210.